# تفریح در هوای آزاد

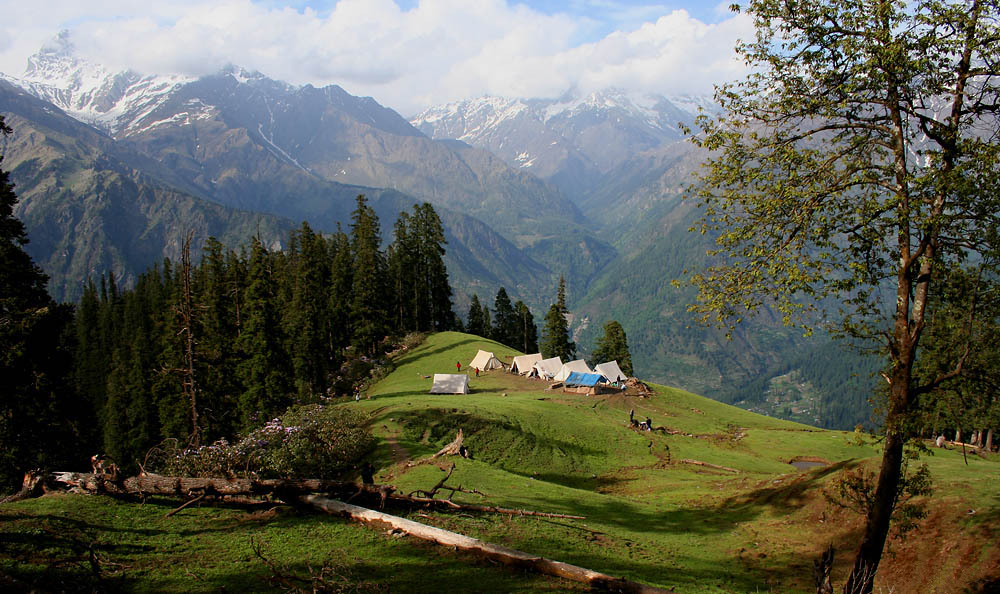
اردو زدن در منطقه کولو هیماچال پرادش، هند

تفریح در هوای آزاد، بیرون‌گردی یا تفریح بیرون از خانه (به انگلیسی: Outdoor recreation) یا فعالیت در هوای آزاد (outdoor activity) به سرگرمی اطلاق می‌شود که در بیرون از خانه انجام می‌شود، معمولاً در محیط‌های طبیعی. فعالیت‌هایی که شامل گردش در فضای باز است بستگی به محیط فیزیکی که در آن انجام می‌شود متفاوت است. این فعالیت‌ها می‌تواند شامل ماهیگیری، شکار، کوله‌گردی و اسب‌سواری باشد — و می‌تواند به صورت فردی یا گروهی انجام شود. گردش بیرون از خانه در فضای باز مفهومی گسترده‌است که طیف متفاوتی از فعالیت‌ها و چشم‌اندازها را دربر می‌گیرد.
گردش در فضای آزاد معمولاً برای اهداف ورزش بدنی، رفاه عمومی و بازیابی روحیه دنبال می‌شود. در حالی که طیف گسترده‌ای از فعالیت‌های تفریحی در هوای آزاد را می‌توان به عنوان ورزش طبقه‌بندی کرد، اما همه آنها نیازی به ورزشکار بودن یک شرکت‌کننده ندارند. به جای آن، این ایده جمع‌گرایانه است که در سرگرمی‌های فضای باز سرلوحه قرار دارد، زیرا تفریح در هوای آزاد لزوماً همان درجه رقابت یا رقابتی را که در مسابقات ورزشی یا مسابقات قهرمانی تجسم می‌یابد را دربر نمی‌گیرد. رقابت عموماً نسبت به ورزش‌های انفرادی یا تیمی سازماندهی‌شده استرس کمتری دارد. زمانی که این فعالیت شامل هیجان استثنایی، چالش فیزیکی یا خطر باشد، گاهی به جای یک ورزش شدید، به آن «تفریح ماجراجویانه» یا «تمرین ماجراجویانه» می‌گویند.
نمونه‌های سنتی دیگر از فعالیت‌های تفریحی در هوای آزاد عبارتند از: پیاده‌روی، اردو، کوهنوردی، دوچرخه‌سواری، پیاده‌روی با سگ، قایق‌رانی، غارنوردی، کایاک سواری، رودگردی، صخره‌نوردی، دویدن، قایق‌رانی، اسکی، چتربازی در آسمان و موج‌سواری. همان‌طور که پیگیری‌های جدید، اغلب ترکیبی از کارهای پیشین، پدیدار می‌شوند، هویت‌های خاص خود را به دست می‌آورند، مانند کشتی‌رانی، دره‌نوردی، بسته‌بندی سریع، و پلوگینگ.

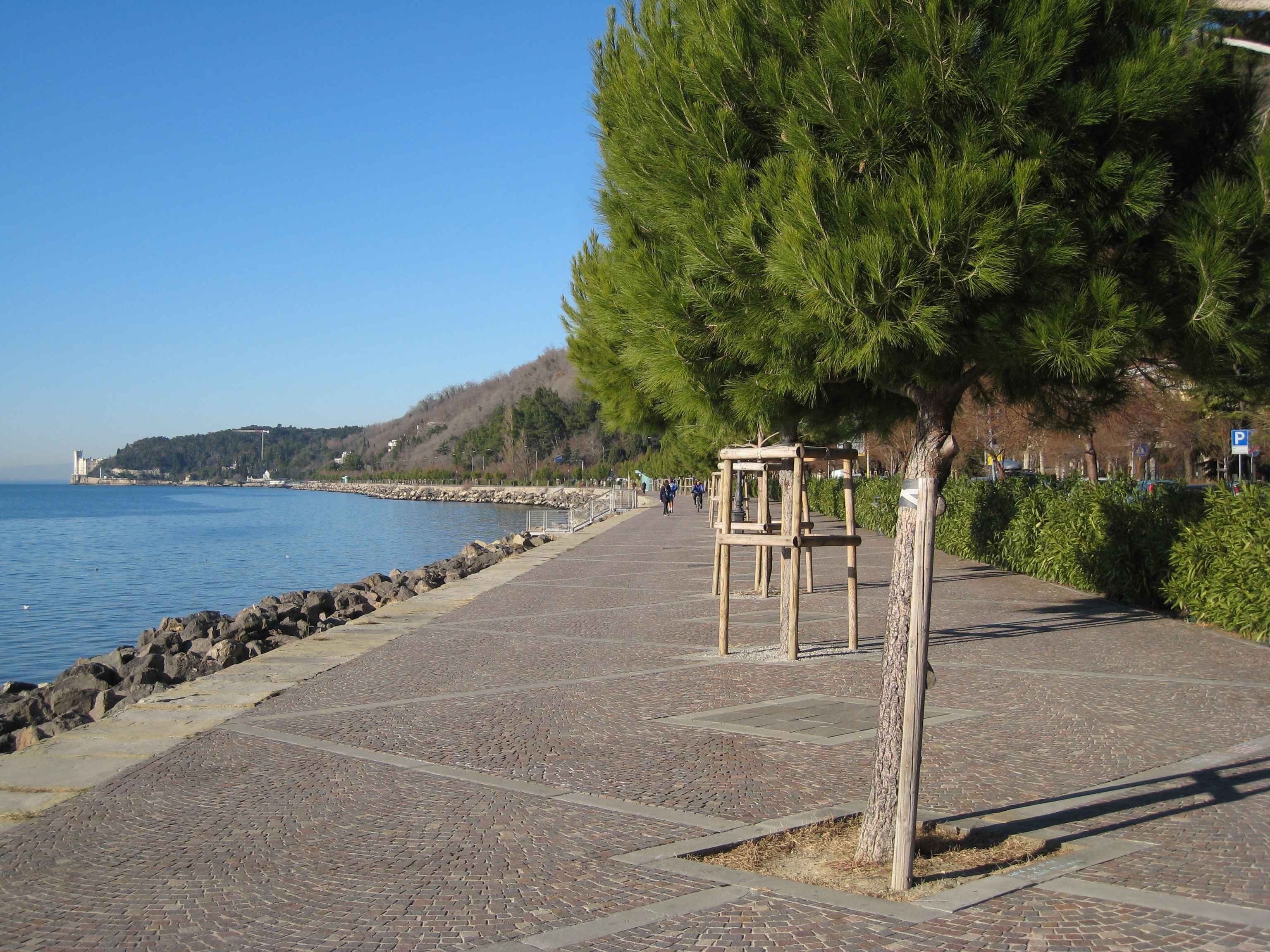
Lungomare of Barcola در Trieste در جهت قلعه Miramare، مکانی برای تفریحات شهری در فضای باز

در بسیاری از شهرها، مناطق تفریحی برای فعالیت‌های مختلف در فضای باز برای جمعیت ایجاد می‌شود. اینها شامل پارک‌های طبیعی، پارک‌ها، زمین‌های بازی، امکانات ورزشی و همچنین مناطقی با دسترسی رایگان به دریا مانند منطقه ساحلی ساحل ونیز در کالیفرنیا، Promenade des Anglais در نیس یا اسکله بارکولا در تریست است.
فعالیت‌های بیرون از خانه نیز اغلب به عنوان محیطی برای آموزش و تیم‌سازی استفاده می‌شود.